# Ensdorf (Saar)
Ensdorf település Németországban, azon belül Saar-vidék tartományban. Lakosainak száma 6652 fő (2023. december 31.).

## Népesség
A település népességének változása:
| Lakosok száma | 6471 | 6443 | 6502 | 6594 | 6652 |
|               | 2017 | 2019 | 2021 | 2022 | 2023 |